# The CollegeHumor Show
The CollegeHumor Show — американский комедийный телесериал, стартовавший на канале MTV 8 февраля 2009 года, а также выходивший в эфире канала MuchMusic. Сериал представляет собой ситком с элементами скетч-шоу. Сценаристами и исполнителями главных ролей выступили девять действующих членов редакции сайта CollegeHumor, сыгравшие вымышленные версии самих себя. Шоу основано на долгоиграющей интернет-серии короткометражных фильмов Hardly Working, адаптированной под телевизионный формат. На данный момент завершен первый сезон, состоящий из шести эпизодов.
Сериал породил спин-офф Pranked, ведущими которого являются Стритер Сайделл и Амир Блюменфельд. Данное шоу также транслируется на MTV.

## В ролях

### Главные герои
В сериале действующие авторы сайта CollegeHumor (как и The CollegeHumor Show) исполняют роли гротескных версий самих себя. Внимание сосредоточено вокруг всех девяти основных персонажей. В основном герои эгоистичны и действуют в соответствии со своими непосредственными желаниями, не принимая рациональных решений и не прислушиваясь к своим чувствам.
- Рики (Рики Ван Вин) — главный редактор, состоятельный, одержимый своим имиджем молодой человек, жаждущий внимания знаменитостей из D-списка.
- Сэм (Сэмюэл «Сэм» Райх) — управляющий отделом сценаристов, хотя по существу такой же незрелый, как и его подчиненные. Близкий друг Дэна.
- Дэн (Дэниэл «Дэн» Гуревитч) — полный энтузиазма сценарист. Часто оказывается наивным в подходе к женщинам и окружающему миру.
- Амир (Амир Блюменфельд) — изгой коллектива, социально неприспособленный и склонный к приступам иррационального гнева. Ничего не желает так сильно, как стать лучшим другом Джейка. На их сложных взаимоотношениях построен сюжет интернет-сериала Jake and Amir.
- Джейк (Джейкоб «Джейк» Гурвиц) — главный дамский угодник офиса. Испытывает чувства к Саре.
- Сара (Сара Шнайдер) — самый приземленный член коллектива. Из-за частично «пацанского» характера коллеги-мужчины воспринимают её как свою сестру. Часто оказывается единственным голосом разума в хаотической ситуации.
- Стритер (Стритер Сайделл) — редактор главной страницы сайта, самый угрюмый из сценаристов. Склонен давить на жалость для достижения своих целей.
- Джефф (Джеффри «Джефф» Рубин) — выпускающий редактор и фанат видеоигр, привыкший во всем «плыть по течению».
- Пэт (Патрик «Пэт» Касселс) — наиболее эксцентричный и третируемый, чем другие персонажи.

### Второстепенные персонажи
- Чак Полсон (Ник Кролл) — исполнительный директор вымышленного сайта GiggleBarn.biz, конкурирующего с CollegeHumor.
- Трип (Джош Рубен) — фокусник, равнодушный к попыткам парней из CollegeHumor свести его с Сарой. Джош Рубен также является штатным сотрудником сайта и время от времени участвует в скетчах CH Originals.

## Производство
Съемки шоу проходили в действующих офисах кампании InterActiveCorp, владеющей сайтом CollegeHumor. Съемочную группу составляют участники той же команды, что занимается созданием юмористических видео для сайта.

### Основная команда
- Скотт Томлинсон — исполнительный продюсер.
- Рики Ван Вин — исполнительный продюсер.
- Джош Абрамсон — исполнительный продюсер.
- Сэм Гроссман — управляющий производством.
- Сэм Райх — исполнительный продюсер и режиссёр шоу, ответственный за все шесть эпизодов первого сезона. Также является соавтором серии «Rival Site» вместе с Дэном Гуревитчем и Амиром Блюменфельдом.
- Дэн Гуревитч и Амир Блюменфельд — авторы трех эпизодов («Rival Site», «The Morning After» и «Armageddon»). Кроме того, Гуревитч совместно с Сарой Шнайдер написал сценарий серии «Sarah's New Boyfriend», а Блюменфильд принимал участие в написание эпизода Interns вместе с Патриком Касселсом.
- Джейк Гурвиц, Джефф Рубин, Стритер Сайделл и Кевин Корриган — штатные сценаристы сериала.
- Винсент Пеоне — оператор-постановщик.